# Eli Goree
Eli Goree (Halifax, Canadá, 26 de mayo de 1994) es un actor canadiense, conocido por sus papeles en Riverdale, Dead of Summer o El Héroe de Berlín entre otros.

## Vida personal
Eli Goree nació en Halifax, Canadá, el 26 de mayo de 1994.
Recibió un diploma en actuación en cine y televisión del Canadian Film Center for the Arts.
Trabajó como periodista freelance para Canada Now.

## Carrera
Con seis años, actuó en la versión canadiense de Sesame Street, Sesame Park.
En 2003, empezó a ejercer de presentador de un programa, con un programa de radio llamado The Big Black Rap Show, en la radio del campus.
En 2006, empieza a ejercer como presentador en un programa de televisión llamada Street Cents.
En 2010, era copresidente de los jóvenes artistas prometedores de ACTRA.

## Filmografía

### Actor

#### Películas
| Año  | Título             | Papel          | Notas |
| ---- | ------------------ | -------------- | ----- |
| 2006 | Enough             | Dakota         | Corto |
| 2014 | Godzilla           | PO 3           |       |
| 2016 | El Héroe de Berlín | Dave Albritton |       |
| 2020 | One Night in Miami | Cassius Clay   |       |
| 2021 | Culpable           | Rick           |       |

* Fuente: Imdb

#### Series
| Año       | Título                            | Papel                     | Notas                              |
| --------- | --------------------------------- | ------------------------- | ---------------------------------- |
| 2006      | North/South                       | Tyron                     |                                    |
| 2009      | Soul                              | Samson                    | 4 episodios                        |
| 2009      | Flashpoint                        | Jermaine                  | Episodio "Aisle 13"                |
| 2009      | 'Da Kink in My Hair               | Malik                     | 13 episodios                       |
| 2010      | Pure Pwnage                       | Tyrel                     | 6 episodios                        |
| 2012      | Supernatural                      | Marcus                    | Episodio "The Born-Again Identity" |
| 2012      | Abducted: The Carlina White Story | Carl Tyson 1987           | Película para televisión           |
| 2012-2013 | Emily Owens, M.D.                 | Interino Bomount / Bowman | 4 episodios                        |
| 2013      | Eve of Destruction                | Madhatter53               | Miniserie 2 episodios              |
| 2013      | Motive                            | Graeme el cuidador        | Episodio "Fallen Angel"            |
| 2014      | Far from Home                     | Rudy                      | Película para televisión           |
| 2014-2017 | Los 100                           | Wells Jaha                | 6 episodios                        |
| 2015      | Christmas Truce                   | Jensen                    | Películas para televisión          |
| 2016      | Toni Braxton: Unbreak My Heart    | Darryl Simmonds           | Películas para televisión          |
| 2016      | Heartbeat                         | Thomas                    | Episodio "Pilot"                   |
| 2016      | Legends of Tomorrow               | James Jackson             | Episodio "Last Refuge"             |
| 2018      | GLOW                              | Ernest Dawson             | Episodio "Mother of All Matches"   |
| 2018      | Ballers                           | Quincy Carter             | 6 episodios                        |
| 2018-2020 | Riverdale                         | Mad Dog                   | 13 episodios                       |
| 2019      | Pearson                           | Derrick Mayes             | 10 episodios                       |
| 2022      | The Peripheral                    | Conner Penske             | 8 episodios                        |

* Fuente: Imdb

#### Videojuegos
| Año  | Título        | Papel       |
| ---- | ------------- | ----------- |
| 2016 | Dead Rising 4 | Isaac (voz) |

* Fuente: Imdb

### Productor
| Año            | Título             | Notas                             |
| -------------- | ------------------ | --------------------------------- |
| 2019           | Induced Effect     |                                   |
| Por determinar | One Seat Removed   | Preproducción                     |
| Por determinar | Let's Die Together | Postproducción Productor asociado |

* Fuente: Imdb

## Premios y nominaciones
| Año  | Organización         | Premio                                                    | Trabajo            | Resultado |
| ---- | -------------------- | --------------------------------------------------------- | ------------------ | --------- |
| 2010 | Premios Young Artist | Mejor actor joven mayor de 14 años en serie de televisión | Soul               | Nominado  |
| 2016 | UBCP/ACTRA Awards    | Mejor actor                                               | El Héroe de Berlín | Nominado  |
| 2017 | Leo Awards           | Mejor actor de película                                   | El Héroe de Berlín | Ganador   |

* Fuente: Imdb